# XV Conferenza delle Nazioni Unite sulla biodiversità

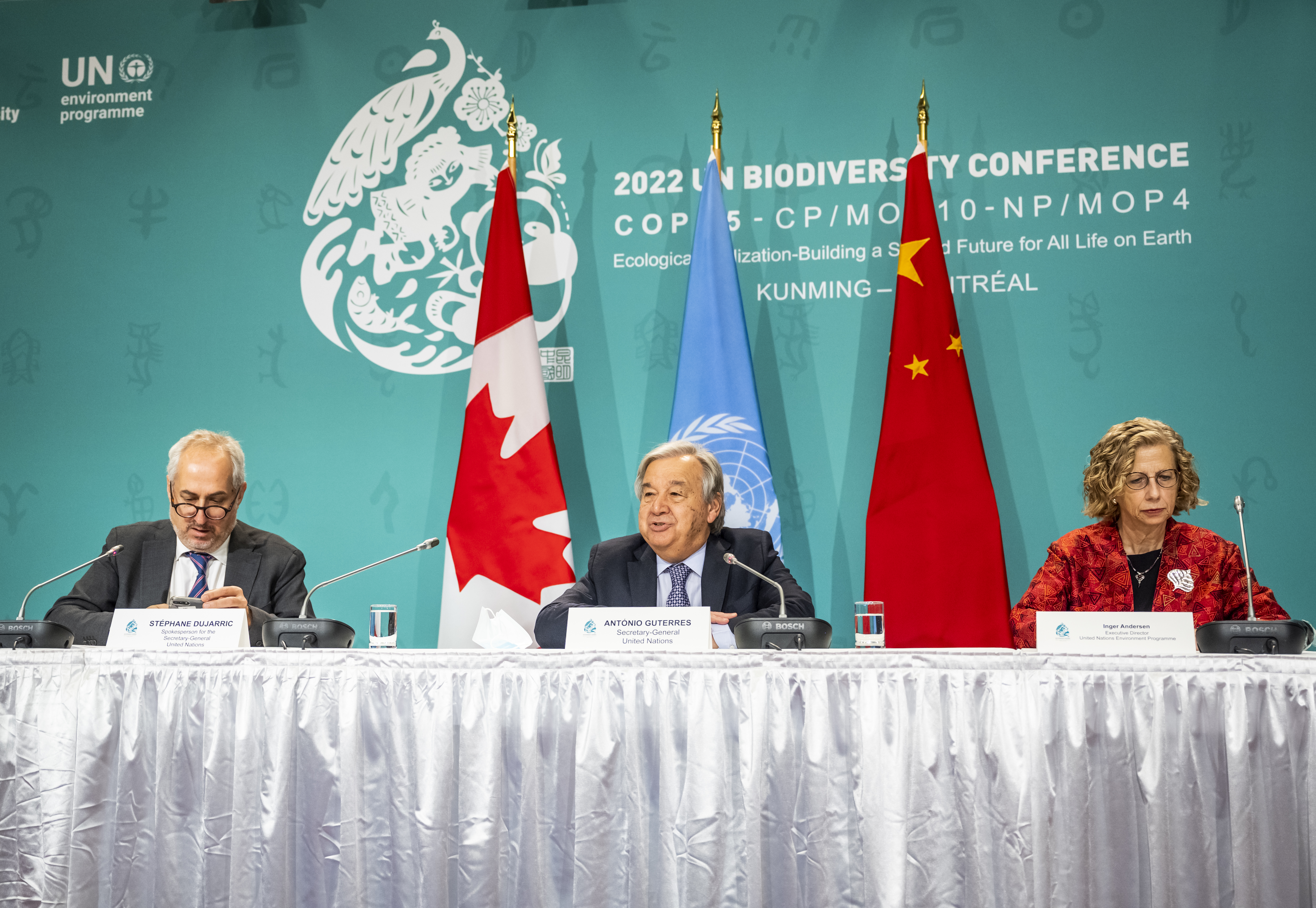
Apertura dei lavori

La XV Conferenza delle Nazioni Unite sulla biodiversità (2022 United Nations Biodiversity Conference, COP15) si è tenuta a Montréal dal 7 al 19 dicembre 2022.
La conferenza di Montréal incorporava la 15ª Conferenza delle Parti della Convenzione sulla diversità biologica (COP 15), la 10ª Conferenza delle Parti del Protocollo di Cartagena (CP-MOP10) e la 4ª Conferenza delle Parti del Protocollo di Nagoya (NP-MOP4).
Scopo della COP15 è di raggiungere un accordo quadro sulla biodiversità sul modello dell'Accordo di Parigi del 2015 sul cambiamento climatico.

## Rinvio
Inizialmente era previsto che la Conferenza del 2020 si sarebbe tenuta in Cina nel mese di ottobre, ma è stata rinviata a causa della pandemia di Covid-19.
Dopo ulteriori rinvii, è stato infine deciso che la Conferenza si sarebbe tenuta nel dicembre 2022 a Montréal, sede del segretariato della Convenzione sulla diversità biologica, ma che la presidenza della Conferenza sarebbe rimasta cinese.

## Prima fase
La prima fase della COP15 si è tenuta in modalità virtuale, con base a Kunming (Cina), dall'11 al 15 ottobre 2021. Nell'ambito della stessa il 12 e 13 ottobre si è tenuto il segmento di alto livello che ha prodotto la Dichiarazione di Kunming, approvata dai rappresentanti di oltre 100 paesi.

### Dichiarazione di Kunming
Nel quadro del decennio 2021-2030, con la Dichiarazione di Kunming, dal titolo Ecological Civilization: Building a Shared Future for All Life on Earth, le Parti contraenti si impegnano a «garantire lo sviluppo, l'adozione e l'attuazione di un efficace piano di attuazione post-2020 per la biodiversità», con l'obiettivo di proteggere il 30% delle aree terrestri e marine mondiali entro il 2030 (il cosiddetto "30x30"), verso la piena realizzazione della Visione 2050 di "Vivere in armonia con la natura".

## Seconda fase
La seconda fase della COP15, prevista in presenza a Kunming, è stata definitivamente convocata a Montreal – sede della Convenzione sulla diversità biologica – per dicembre 2022.
Il 6 dicembre si è tenuta la conferenza stampa di presentazione, presieduta da Huang Runqiu, ministro cinese dell'ecologia e dell'ambiente, il cui paese non partecipa all'iniziativa 30x30. Poi sono intervenuti il primo ministro canadese Justin Trudeau, contestato dalle comunità indigene della Costa occidentale, il segretario generale delle Nazioni Unite António Guterres: «[...] l'umanità è diventata un'arma di estinzione di massa. [...] È tempo di stringere un patto di pace con la natura».
Nei giorni della Conferenza è stato sottoscritto l'Impegno di Montréal (Montréal Pledge), con il quale 47 metropoli si impegnano a «realizzare 15 azioni concrete per conseguire e accelerare gli sforzi per preservare gli ecosistemi».
Al termine di due settimane di discussioni i rappresentanti delle 196 Parti partecipanti alla COP15 hanno sottoscritto 6 documenti:
- CBD/COP/15/L25 – Kunming-Montreal Global biodiversity framework
- CBD/COP/15/L26 – Monitoring framework for the Kunming-Montreal global biodiversity framework[19]
- CBD/COP/15/L27 – Mechanisms for planning, monitoring, reporting and review[20]
- CBD/COP/15/L28 – Capacity-building and development and technical and scientific cooperation[21]
- CBD/COP/15/L29 – Resource mobilization[22]
- CBD/COP/15/L30 – Digital sequence information on genetic resources[23]

### Kunming-Montreal Global biodiversity framework
Il documento più importante, il Kunming-Montreal Global biodiversity framework, è composto da 4 obiettivi e 23 traguardi (target).

#### Obiettivi
- Obiettivo A
  - L'integrità, la connettività e la resilienza di tutti gli ecosistemi sono mantenute, migliorate o ripristinate, aumentando significativamente l'area degli ecosistemi naturali entro il 2050;
  - L'estinzione causata dall'uomo di specie conosciute minacciate viene interrotta e, dal 2050, il tasso e il rischio di estinzione di tutte le specie è decuplicata, e l'abbondanza di specie selvatiche autoctone aumenta a livelli sani e resilienti;
  - Viene mantenuta la diversità genetica all'interno delle popolazioni di specie selvatiche e domestiche, salvaguardando il loro potenziale di adattamento.
- Obiettivo B
  - La biodiversità è utilizzata e gestita in modo sostenibile e i contributi della natura alle persone, comprese le funzioni e i servizi dell'ecosistema, sono valutate, mantenute e migliorate, e quelli che sono in declino vengono ripristinati, il che promuove il raggiungimento di uno sviluppo sostenibile, a vantaggio delle generazioni presenti e future entro il 2050.
- Obiettivo C
  - I benefici monetari e non monetari derivanti dall'utilizzo di risorse genetiche, le informazioni sul sequenziamento delle risorse genetiche, le conoscenze tradizionali associate alle risorse genetiche, a seconda dei casi, sono condivisi in modo giusto ed equo, anche, se del caso, con le popolazioni indigene e le comunità locali, e sostanzialmente aumentato entro il 2050, mentre garantire le conoscenze tradizionali associate alle risorse genetiche siano adeguatamente protette, contribuendo così alla conservazione e all'uso sostenibile della biodiversità, in linea con gli strumenti di accesso e condivisione dei benefici concordati a livello internazionale.
- Obiettivo D
  - Adeguati mezzi di attuazione, comprese le risorse finanziarie, lo sviluppo delle capacità, cooperazione tecnica e scientifica, accesso e trasferimento di tecnologie per attuare pienamente il Kunming-Montreal Global biodiversity framework sono garantiti ed equamente accessibili a tutte le parti, compresi i paesi in via di sviluppo, in particolare i paesi meno sviluppati e i piccoli stati insulari in via di sviluppo, come pure i paesi con economie di transizione, colmando progressivamente il deficit finanziario della biodiversità di 700 miliardi di dollari all'anno e allineando i flussi finanziari con il Kunming-Montreal Global biodiversity framework e la Visione 2050 per la biodiversità.

#### Traguardi
- 1. Ridurre le minacce alla biodiversità
  - Traguardo 1. Garantire che tutte le aree siano soggette a una pianificazione territoriale partecipativa, integrata e inclusiva in termini di biodiversità e/o processi di gestione efficace relativi al cambiamento di uso dei suoli e dei mari, per ridurre quasi a zero, entro il 2030, la perdita di aree di grande importanza in termini di biodiversità, compresi gli ecosistemi di elevata integrità ecologica, nel rispetto dei diritti delle popolazioni indigene e delle comunità locali.
  - Traguardo 2. Garantire che, entro il 2030, almeno il 30% delle aree degli ecosistemi terrestri, di acque interne e costiere e delle aree marine degradate siano oggetto di effettivi ripristini, al fine di rafforzare la biodiversità, le funzioni e i servizi ecosistemici, l'integrità ecologica e la connettività.
  - Traguardo 3. Garantire e consentire che, entro il 2030, almeno il 30% delle aree terrestri, delle acque interne, delle aree costiere e marine, in particolare le aree di particolare importanza per la biodiversità e le funzioni e i servizi degli ecosistemi, siano efficacemente conservati e gestiti tramite sistemi di aree protette ecologicamente rappresentative, ben collegate ed equamente gestite, e altre misure efficaci di conservazione basate sull'area, riconoscendo i territori indigeni e tradizionali, se del caso, e integrato in paesaggi terrestri, marini e oceanici più ampi, garantendo allo stesso tempo che qualsiasi uso sostenibile, se presente in queste aree, sia pienamente compatibile con i risultati di conservazione, riconoscendo e rispettando i diritti delle popolazioni indigene e delle comunità locali, compresi i loro territori tradizionali.
  - Traguardo 4. Garantire azioni di gestione urgenti per arrestare l'estinzione causata dall'uomo delle specie minacciate, per promuovere il recupero e la conservazione delle specie, in particolare delle specie minacciate, per ridurre significativamente il rischio di estinzione, nonché per mantenere e ripristinare la diversità genetica all'interno e tra le popolazioni di specie autoctone, selvatiche e domestiche, al fine di preservare il loro potenziale di adattamento, in particolare attraverso pratiche di conservazione e gestione in situ ed ex situ, e gestire efficacemente le interazioni tra l'uomo e la fauna selvatica al fine di ridurre al minimo i conflitti uomo-fauna selvatica per la loro coesistenza.
  - Traguardo 5. Garantire che l'uso, la raccolta e il commercio della fauna selvatica siano sostenibili, sicuri e legali, prevenire lo sfruttamento eccessivo, minimizzare gli impatti su specie ed ecosistemi non interessati, ridurre il rischio di diffusione di agenti patogeni, applicando l'approccio ecosistemico, rispettando e proteggendo l'uso sostenibile tradizionale da parte delle popolazioni indigene e delle comunità locali.
  - Traguardo 6. Eliminare, minimizzare, ridurre e/o mitigare gli impatti delle specie aliene invasive sulla biodiversità e i servizi ecosistemici identificando e gestendo i percorsi di introduzione delle specie aliene, impedendo l'introduzione e l'insediamento di specie esotiche invasive prioritarie, ridurre i tassi di introduzione e insediamento di altre specie esotiche invasive conosciute o potenziali di almeno il 50% entro il 2030, sradicando o controllando le specie aliene invasive, soprattutto nei siti prioritari, come le isole.
  - Traguardo 7. Ridurre i rischi di inquinamento e l'impatto negativo dell'inquinamento da tutte le fonti, entro il 2030, a livelli che non siano dannosi per la biodiversità e per le funzioni e i servizi degli ecosistemi, tenendo conto degli effetti cumulativi, compresa la riduzione di almeno la metà dei nutrienti in eccesso persi nell'ambiente, anche attraverso un ciclo e un uso più efficienti dei nutrienti; riducendo almeno la metà del rischio complessivo causato dai pesticidi e dalle sostanze chimiche estremamente pericolose, anche attraverso la lotta integrata contro le specie nocive, sulla base di dati scientifici, tenendo conto della sicurezza alimentare e dei mezzi di sussistenza; anche prevenendo, riducendo e cercando di eliminare l'inquinamento da plastica.
  - Traguardo 8. Ridurre al minimo l'impatto del cambiamento climatico e dell'acidificazione degli oceani sulla biodiversità e aumentare la sua resilienza attraverso misure di mitigazione, adattamento e riduzione del rischio di catastrofi, anche attraverso soluzioni basate sulla natura e/o approcci basati sugli ecosistemi, riducendo al minimo gli effetti negativi e promuovere gli effetti positivi dell'azione per il clima sulla biodiversità.
- 2. Rispondere ai bisogni delle persone attraverso l'uso sostenibile e la condivisione dei benefici
  - Traguardo 9. Garantire che la gestione e l'uso della fauna selvatica siano sostenibili, offrendo così benefici sociali, economici e ambientali per le popolazioni, in particolare quelle che si trovano in situazioni vulnerabili e quelle più dipendenti dalla biodiversità, anche attraverso prodotti e servizi sostenibili basati sulla biodiversità che migliorino la biodiversità, proteggendo e promuovendo l'uso sostenibile abituale da parte delle popolazioni indigene e delle comunità locali.
  - Traguardo 10. Garantire che le aree dedicate all'agricoltura, all'acquacoltura, alla pesca e alla silvicoltura siano gestiti in modo sostenibile, in particolare attraverso l'uso sostenibile della biodiversità, anche attraverso l'aumento sostanziale nell'applicazione di pratiche rispettose della biodiversità, come ad esempio l'intensificazione sostenibile, l'agroecologia e gli altri approcci innovativi che contribuiscono alla resilienza, all'efficienza e alla produttività a lungo termine dei sistemi di produzione e alla sicurezza alimentare, alla conservazione e al ripristino della biodiversità e il mantenimento dei contributi della natura alle popolazioni, comprese le funzioni e i servizi degli ecosistemi.
  - Traguardo 11. Ripristinare, mantenere e migliorare i contributi della natura alle persone, comprese le funzioni e i servizi ecosistemici, come la regolazione dell'aria, dell'acqua e del clima, la salute del suolo, l'impollinazione e la riduzione dei rischi di malattia, nonché la protezione contro i rischi e i disastri naturali, attraverso soluzioni basate sulla natura e/o approcci basati sugli ecosistemi, a beneficio di tutte le persone e della natura.
  - Traguardo 12. Aumentare in modo significativo l'area, la qualità e la connettività degli spazi verdi e blu nelle aree urbane e densamente popolate, nonché l'accesso a questi spazi e i vantaggi che offrono in modo sostenibile, integrando la conservazione e l'uso sostenibile della biodiversità e garantendo la pianificazione urbana integrata nella biodiversità, valorizzando la biodiversità autoctona, la connettività e l'integrità ecologica, il miglioramento della salute e del benessere umano e della loro connessione con la natura, contribuire all'urbanizzazione inclusiva e sostenibile e alla fornitura di funzioni e servizi ecosistemici.
  - Traguardo 13. Adottare efficaci misure legali, politiche, amministrative e di rafforzamento delle capacità a tutti i livelli, a seconda dei casi, per garantire la giusta ed equa ripartizione dei benefici derivanti dall'uso delle risorse genetiche e le informazioni sul sequenziamento delle risorse genetiche, così come le conoscenze tradizionali associate alle risorse genetiche, e facilitare un accesso adeguato alle risorse genetiche e, entro il 2030, facilitare un aumento significativo dei benefici condivisi, in conformità con gli strumenti internazionali applicabili in materia di accesso e di ripartizione dei benefici.
- 3. Strumenti e soluzioni per l'attuazione e l'integrazione
  - Traguardo 14. Garantire la piena integrazione della biodiversità e dei suoi molteplici valori nelle politiche, normative, processi di pianificazione e sviluppo, strategie di sradicamento della povertà, valutazioni ambientali strategiche, studi di impatto ambientale e, se necessario, la contabilità nazionale, in tutti i livelli di governo e in tutti i settori, in particolare quelli con impatti significativi sulla biodiversità, allineandoli progressivamente a tutte le attività pubbliche e private, i flussi fiscali e finanziari rilevanti per le finalità e gli obiettivi di questo quadro.
  - Traguardo 15. Adottare misure legali, amministrative o politiche per incoraggiare e consentire alle imprese, e in particolare, per garantire alle grandi società e alle istituzioni finanziarie transnazionali:

a) monitorare, valutare e divulgare regolarmente e in modo trasparente i propri rischi, le proprie dipendenze e il loro impatto sulla biodiversità, in particolare imponendo requisiti a tutte le grandi aziende, alle corporazioni transnazionali e alle istituzioni finanziarie ovunque le loro operazioni, catene di approvvigionamento, del valore e dei portafogli;
b) fornire le informazioni necessarie ai consumatori per promuovere le modalità di consumo sostenibile;
c) relazione sul rispetto delle norme e delle misure relative all'accesso e alla ripartizione dei benefici, se applicabile;
ridurre gradualmente gli impatti negativi sulla biodiversità, aumentare gli impatti positivi, ridurre i rischi legati alla biodiversità per le imprese e le istituzioni finanziarie, promuovere azioni volte a garantire metodi di produzione sostenibili.
- - Traguardo 16. Garantire che le persone siano incoraggiate e autorizzate a fare scelte di consumo sostenibili, in particolare predisponendo sistemi politici, legislativi o regolamentari favorevoli, migliorando l'istruzione, l'accesso a informazioni e alternative pertinenti e accurate e, entro il 2030, ridurre l'impronta globale del consumo in modo equo, compreso il dimezzamento dello spreco alimentare globale, riducendo significativamente il consumo eccessivo e riducendo sostanzialmente la produzione di rifiuti, in modo che tutte le popolazioni possano vivere bene in armonia con Madre Terra.
  - Traguardo 17. Stabilire, potenziare le capacità e attuare in tutti i paesi le misure di biosicurezza previste dall'articolo 8 g) della Convenzione sulla diversità biologica, nonché misure relative al trattamento della biotecnologia e la distribuzione dei suoi benefici previsti dall'articolo 19 della Convenzione.
  - Traguardo 18. Identificare entro il 2025 ed eliminare, rimuovere o riformare gli incentivi, compresi i sussidi dannosi per la biodiversità, in modo proporzionato, equo ed efficace, riducendoli in modo sostanziale e progressivo di almeno 500 miliardi di dollari all'anno entro il 2030, partendo dagli incentivi più dannosi, e rafforzando gli incentivi positivi per la conservazione e l'uso sostenibile della biodiversità.
  - Traguardo 19. Aumentare sostanzialmente e gradualmente il livello delle risorse finanziarie da tutte le fonti, in modo efficiente, tempestivo e facilmente accessibile, comprese le risorse nazionali, internazionali, pubbliche e private, ai sensi dell'articolo 20 della Convenzione, per attuare strategie e piani d'azione nazionali sulla biodiversità, mobilitando entro il 2030 almeno 200 miliardi di dollari all'anno, tra l'altro:

a) aumentare le risorse finanziarie internazionali complessive relative alla biodiversità dai paesi sviluppati, compresa l'assistenza ufficiale allo sviluppo, e dai paesi che assumono volontariamente gli obblighi delle parti dei paesi sviluppati, in particolare nei confronti dei paesi in via di sviluppo, dei paesi meno sviluppati e dei piccoli stati insulari in via di sviluppo, nonché dei paesi con economie di transizione, per raggiungere almeno 20 miliardi di dollari all'anno entro il 2025 e almeno 30 miliardi dollari all'anno entro il 2030;
b) aumentare in modo significativo la mobilitazione delle risorse interne, facilitata dalla preparazione e dall'attuazione di piani nazionali di finanziamento della biodiversità o strumenti simili, secondo le esigenze, dellele priorità e delle circostanze nazionali;
c) approfittando della finanza privata, promozione della finanza mista, attuando strategie per raccogliere risorse nuove e aggiuntive e incoraggiare il settore a investire nella biodiversità, anche attraverso investimenti a impatto e altri strumenti;
d) stimolare sistemi innovativi come il pagamento dei servizi ecosistemici, obbligazioni verdi, compensazioni e crediti per la biodiversità, meccanismi di condivisione dei benefici, attraverso le tutele ambientali e sociali;
e) massimizzare i benefici comuni e le sinergie dei finanziamenti mirati alla biodiversità e alle crisi climatiche;
f) rafforzare il ruolo delle azioni collettive, in particolare quelle delle popolazioni indigene e delle comunità locali, azioni incentrate sulla Madre Terra e approcci non fondati sul mercato, compresa la gestione comunitaria delle risorse naturali, la cooperazione e la solidarietà della società civile, in un'ottica di conservazione della biodiversità;
g) migliorare l'efficacia, l'efficienza e la trasparenza della fornitura e dell'uso di risorse.
- - Traguardo 20. Rafforzare la realizzazione e lo sviluppo delle capacità, l'accesso e il trasferimento della tecnologia e promuovere lo sviluppo e l'accesso all'innovazione e alla cooperazione tecnico-scientifica, anche attraverso la cooperazione Sud-Sud, Nord-Sud e triangolare, al fine di soddisfare le esigenze di un'attuazione efficace, in particolare nei paesi in via di sviluppo, promuovendo lo sviluppo congiunto di tecnologie e programmi congiunti di ricerca scientifica per la conservazione e l'uso sostenibile della biodiversità e il rafforzamento delle capacità di ricerca scientifica e di supervisione, commisurata all'ambizione degli scopi e degli obiettivi dello scenario.
  - Traguardo 21. Garantire l'accesso ai migliori dati, informazioni e conoscenze che siano disponibili ai responsabili, ai professionisti e al pubblico per guidare una gestione efficace ed equa, un approccio integrato e partecipativo alla biodiversità e rafforzare la comunicazione, la sensibilizzazione, l'educazione, il monitoraggio, la ricerca e la gestione della conoscenza; anche in questo contesto, la conoscenza, le innovazioni, le pratiche e le tecnologie tradizionali delle popolazioni indigene e delle comunità locali dovrebbero essere accessibili solo con il loro consenso libero, preventivo e informato, in conformità con la legislazione nazionale.
  - Traguardo 22. Garantire una rappresentanza e una partecipazione piena, equa, inclusiva, efficace e reattiva alle differenze di genere nel processo decisionale, nonché l'accesso alla giustizia e alle informazioni relative alla biodiversità dalle popolazioni indigene e dalle comunità locali, nel rispetto delle loro culture e dei loro diritti sulle terre, territori, risorse e saperi tradizionali, nonché dalle donne e ragazze, i bambini, i giovani e le persone con disabilità, e garantire la piena protezione dei difensori dei diritti umani in materie ambientali.
  - Traguardo 23. Garantire la parità di genere nella realizzazione dello scenario attraverso un approccio sensibile al genere nel quale tutte le donne e le ragazze hanno pari opportunità e capacità per contribuire ai tre obiettivi della Convenzione, compreso il riconoscimento della loro parità di diritti e di accesso alla terra e alle risorse naturali e la loro piena, equa, significativa e informata partecipazione e leadership a tutti i livelli di azione, impegno, politica e processo decisionale relativi alla biodiversità.

## Pubblicazioni
- (EN) Kunming Declaration (PDF), su Convenzione sulla diversità biologica, Kunming, 13 ottobre 2021.
- (EN) Kunming-Montreal Global biodiversity framework (PDF), su Convenzione sulla diversità biologica, Montréal, 18 dicembre 2022.